# Wenigbach (Ruwer)
Der Wenigbach ist ein rechter Zufluss der Ruwer bei Mertesdorf in Rheinland-Pfalz, Deutschland.
Er entspringt auf etwa 195 m ü. NHN, hat eine Länge von etwa 1 Kilometer und mündet bei Eitelsbach (Trier) auf etwa 132 m ü. NHN in die Ruwer.